# Ерминия
Ерминиите са ръкописни напътствени описания на техниката и иконографията на църковното изкуство, зографски наръчници.